# Özcan Arkoç
Özcan Arkoç (Hayrabolu, 2 ottobre 1939 – Amburgo, 17 febbraio 2021) è stato un allenatore di calcio e calciatore turco, di ruolo portiere.

## Carriera

### Club
Inizia a 13 anni all'Alpullu Şekerspor prima di entrare nel settore giovanile del Vefa Istanbul con cui debutta a 17 anni. Il giovane portiere attira le attenzioni dei migliori club della città e, dal 1958, è il portiere del Fenerbahçe con cui vince due titoli. Il primo nel 1958-59, subendo nella finale di andata, persa per 1-0 con il Galatasaray, un celeberrimo gol Metin Oktay che con potenza buca la sua rete. Al ritorno il Fenerbahçe vincerà per 4-0. Il secondo titolo è nel 1960-61, prima di finire in panchina e di accettare, nel 1962, il trasferimento ai rivali del Beşiktaş. Qui attira le attenzioni di alcuni club austriaci e tedeschi: nel 1964 è in forze all'Austria Vienna con cui vince una coppa nazionale nel 1967, anno in cui si trasferisce all'Amburgo. Sfortunato è il suo debutto in Bundesliga, in quanto esce dopo una ventina di minuti per infortunio: "Öci" è il primo giocatore sostituito nel massimo campionato tedesco. Nella stessa stagione raggiungerà la finale di Coppa delle Coppe, perdendola per 2-0 contro il Milan.
Vanta 12 presenze nelle competizioni UEFA per club e 13 in DFB-Pokal.

### Nazionale
Esordisce in nazionale il 26 ottobre 1958 contro il Belgio (1-1). Il 16 dicembre 1962 gioca da capitano contro l'Etiopia (0-0).

## Palmarès

### Club

#### Competizioni nazionali
- Campionato turco: 2

Fenerbahçe: 1959, 1960-1961
- Coppa d'Austria: 1

Austria Vienna: 1966-1967